# Muzeum Historii Łasku
Muzeum Historii Łasku – muzeum położone w Łasku na pl. 11 Listopada 7. Placówka jest miejską jednostką organizacyjną działającą w strukturze Biblioteki Publicznej im. Jana Łaskiego Młodszego w Łasku.
Muzeum powstało z inicjatywy miejscowych bibliotekarzy oraz mieszkańców Łasku 14 czerwca 1997 r. Początkowo mieściło się w pomieszczeniach piwnicznych biblioteki publicznej. Ze względu na brak miejsca postanowiono przenieść muzeum do kamieniczki znajdującej się w centrum Łasku. Ponowne otwarcie muzeum w nowej siedzibie przy pl. 11 Listopada 7 odbyło się 6 czerwca 2015 r.
Obecnie jego zbiory obejmują stałą ekspozycję „Z dziejów miasta i regionu”, obejmująca historię miasta i regionu, począwszy do pradziejów (eksponaty pochodzące z wykopalisk na terenie miasta, prowadzonych przez prof. Leszka Kajzera) po lata powojenne. Spora część ekspozycji związana jest z rodem Łaskich, a szczególnie z osobą Jana Łaskiego Młodszego. Na wystawie prezentowane są historyczne dokumenty, kroniki, numizmaty, sztandary, pamiątki cechowe, pocztówki. w dużej mierze przekazane przez mieszkańców miasta. Ponadto w muzeum prezentowana jest wystawa etnograficzna (sprzęty i narzędzia domowe oraz rolnicze, stroje ludowe) oraz ekspozycja poświęcona 10 Pułkowi Lotnictwa Myśliwskiego.
Muzeum jest obiektem całorocznym, czynnym od wtorku do soboty, a także w każdą pierwszą niedzielę miesiąca. Wstęp bezpłatny.